# Wyspy Szumagina
Wyspy Szumagina (ang. Shumagin Islands) – archipelag na Oceanie Spokojnym, u południowego wybrzeża półwyspu Alaska, w stanie Alaska (Stany Zjednoczone), w okręgu administracyjnym Aleutians East.
Archipelag nazwany został na cześć żeglarza, uczestnika rosyjskiej wyprawy badawczej pod kierownictwem Vitusa Beringa, zmarłego na szkorbut i pochowanego na jednej z wysp 30 sierpnia 1741 roku.
Większe wyspy archipelagu to: Unga, Popof, Korovin, Nagai, Simeonof, Big Koniuji oraz Little Koniuji. Jedyną miejscowością na terenie archipelagu jest Sand Point, na wyspie Popof (w 2020 roku 1186 mieszkańców).